# Grace Ingalls
Grace Pearl Ingalls Dow werd geboren in Burr Oak, Iowa op 23 mei 1877 als het vijfde kind van Caroline en Charles Ingalls. Zij was de jongste zuster van Laura Ingalls Wilder, die bekend werd door haar Het kleine huis op de prairie-boeken.
Zij werkte als onderwijzeres op de school in De Smet, South Dakota. Op 16 oktober 1901 trouwde zij met Nathan William Dow; zij hebben geen kinderen gekregen. Na de dood van haar ouders, zorgde zij voor haar oudste zuster Mary die blind was. Grace stierf in Manchester, South Dakota op 10 november 1941, op de leeftijd van 64 jaar. 

In Het kleine huis werd haar rol vertolkt door de tweeling Brenda en Wendi Turnbaugh (1978-82), Courtnie Bull en Lyndee Probst (1997).